# Tonicella lineata
Tonicella lineata, die Lined Chiton, ist eine Art der Käferschnecken aus dem Nordpazifik.

## Merkmale
Tonicella lineata ist eine sehr bunte Käferschnecke. Die Schale mit acht Einzelplatten ist mit blauen, violetten oder schwarzen geraden oder Zickzack-Linien geschmückt. Die Hintergrundfarbe der so genannten Valven ist oft Braun oder Rot, kann aber ebenso strahlend Blau, oder Gelb bis Orange sein. Der Gürtel (Perinotum) ist unbehaart und braun bis rot oder pink, oft mit regelmäßigen gelben oder weißen Flecken. Die Art erreicht eine Länge von bis zu 5 cm.

## Verwandte Arten
Tonicella lokii ist extrem ähnlich, hat aber Farbbänder, die sich radiär über den Gürtel erstrecken. Tonicella undocaerulea ist ebenfalls ähnlich, zeigt aber keine dunkle Umrandung bei den konzentrischen blauen Linien auf der hintersten Platte. Mopalia spectabilis sieht oberflächlich betrachtet ähnlich aus, aufgrund von strahlend blauen Wellenlinien auf den Valven, hat aber einen behaarten Gürtel.
Eine weitere ähnliche Art ist Tonicella insignis (Reeve, 1847), die das Zickzackmuster in konzentrischen Ringen auf der ersten und der achten Valve aufweist, wobei die Linien meist weiß sind.

## Verbreitung und Lebensraum
Die natürliche Verbreitung von T. lineata erstreckt sich von den Aleuten von Alaska bis San Miguel Island vor Kalifornien, sowie vom Ochotskischen Meer vor Russland und Nord-Japan. Die Art wurde auch im Puget Sound, Washington auf Flößen. Von der Gezeitenzone bis in eine Wassertiefe von 30 bis 90 m hat man Exemplare gefunden.

## Biologie
T. lineata ist oft auf Felsen anzutreffen, die von korallinen (Rot-)Algen bewachsen sind; offenbar ahmt sie mit ihrer Farbgebung die umgebenden Organismen nach. Wenn sie vom Substrat losgerissen wird, zieht sie sich zu einer Kugel zusammen um ihre verletzliche Unterseite zu schützen, ähnlich wie bei viele Asseln. Die korallinen Algen sind offenbar auch die Hauptnahrung der Schnecke. An der Küste von Oregon findet man die Art oft unter Purpur-Seeigeln (Strongylocentrotus purpuratus) und natürliche Feinde sind vor allem die Seesterne Pisaster ochraceus und Leptasterias haxactis. Tiere, die außerhalb des Wassers angetroffen werden, reduzieren ihre Atmung auf 73 % und erleiden dadurch einen Sauerstoffmangel, der wieder ausgeglichen werden muss, wenn das Wasser zurückkommt. Unter Wasser wird die Atmung durch einen Wasserstrom gesteuert, der durch den Hinterteil des Mantels in die Mantelhöhle strömt, wo die Ctenidien (Kiemen) in den Pallial-Rillen (Randgruben) sitzen. Gleichzeitig werden die Fäkalien abtransportiert, die hinter den Ctenidien am Anus austreten.

## Taxonomie
Die Erstbeschreibung der Art erfolgte 1815 durch den britischen Malakologen William Wood unter der Bezeichnung Chiton lineatus.